# オーキシン

オーキシンの1種である3-インドール酢酸の構造式

オーキシン（英: auxin）とは、主に植物の成長（伸長成長）を促す作用を持つ植物ホルモンの一群。天然に広く存在するオーキシンとしてはインドール-3-酢酸（IAA）が最も重要である。フェニル酢酸（PAA）も天然に広く存在するオーキシンであるが、その生理作用は一般的にIAAよりも弱い。その他、4-クロロインドール-3-酢酸（4Cl-IAA）がエンドウなど一部のマメ科植物に存在し、IAAと同様に強い生理作用を示すオーキシンとして知られている。合成オーキシンとして、ナフタレン酢酸、α-ナフチルアセトアミド、ナフトキシ酢酸、フェニル酢酸、2,4-ジクロロフェノキシ酢酸（2,4-D）、2,4,5-トリクロロフェノキシ酢酸（2,4,5-T）などがある。
屈光性の研究の際、茎の成長を促進する物質の存在がウェント (Frits Warmolt Went) によって示唆され、ケーグルらによって構造がインドール-3-酢酸であると決定された。最初に発見された植物ホルモンである。

## 生理作用
植物の成長の促進（及び抑制）
微量でも植物細胞の伸長を促進する作用がある。その結果として植物全体が伸長する。ひとつの仮説として、オーキシンによって植物細胞の細胞壁の主成分であるセルロースの分解が促されて伸展性が増し、細胞が伸長しやすくなるのではないかと考えられている。
この成長促進作用は、オーキシンが最適な濃度でないと働かない。濃度が低すぎると目に見える作用が表れないし、高すぎると逆に成長を抑制してしまう。
最適な濃度は植物の器官によって異なり、おおまかに言うと根<芽<茎である。茎で最適な濃度になっている時は、根では濃度が高すぎて成長が抑制されてしまう。しかし、植物はこの成長抑制作用さえも逆に利用している（後述）。
細胞分裂の促進
発根の促進
上記の細胞伸長を促進する作用、及び細胞分裂を促進する作用による。
比較的高濃度のオーキシンを茎の切り口に与えると、その部分の細胞分裂が促進され、不定根が形成される。
側芽の成長の抑制（頂芽優勢）
上記の最適濃度の違いによる。詳しくは頂芽優勢の項を参照のこと。
落葉・落果の抑制
離層の形成を抑制することで、落葉・落果を防ぐ。
子房（及び果実）の成長・成熟の促進
花粉はオーキシンを含み、受粉後に子房を成長させる。種子が形成された後は、種子内で合成されるオーキシンにより子房（果実）が肥大成長する。
人為的に子房にオーキシンを与えることで、受粉・胚発生なしに果実を作らせることができる（単為結実）。
芋の発芽の抑制

## オーキシンと屈性
オーキシンは主に茎の先端部（頂芽）で作られる。その後植物全体に伝わっていくのだが、その際に特徴的なふるまいを見せる。
まず第一に、オーキシンは、ほとんど茎に対して垂直方向、つまり基部方向（根の方向）にしか移動しない。これは重力の影響によるものではなく、たとえ茎（植物）が横たわっていても変わらず基部に向かって移動する。これを極性移動という（茎に対して水平方向にはこのような性質はほぼないと考えられている）。このようなオーキシンの方向性を持った移動は、細胞膜に存在するオーキシン取り込み輸送体と排出輸送体の細胞内局在によって決定されると考えられている。オーキシン排出輸送体としてはPINタンパク質などが知られている。
第二に、オーキシンは光を避けるように移動する。
これらの性質により、植物の屈光性、屈地性、屈触性が説明できると考えられている。

### 屈光性
植物が光に向かって屈曲する性質を「正の屈光性」という。光屈性ともいうことがある。
オーキシンは光を避けるように移動するため、茎に光が当たったとき、茎の内部のオーキシン濃度に偏りができる。具体的には、茎の光に当たっている側の濃度が低く、光に当たっていない側の濃度が高くなる。そのため、光に当たっていない側でのオーキシン濃度が茎の最適濃度に近づき、より成長するようになる。結果的に、その成長の差によって、茎が光の方向へ屈曲する。
オーキシンが光を避けるように移動する原因には、光によって活性が変化するようなあるタンパク質がかかわっているとされる。

### 重力屈性
植物の重力方向に対する屈性のことである。
オーキシンは平衡細胞内のアミロプラストによるPINタンパク質の局在の影響で重力方向に向かって濃くなる濃度勾配を形成する。その結果、根では重力方向の細胞の生長が抑制され、茎では重力方向の細胞の生長が促進される。結果的に根では重力方向へと屈曲し、茎では重力方向から逆らう方向へと屈曲する。

### 屈触性
植物のつるがものに巻きつく性質は、つるが何かに触れたときにその方向へ屈曲しようとするからである。これを「正の屈触性」という。接触屈性ということもある。
屈触性の機構は屈光性や屈地性ほど明らかになっていないが、オーキシンがかかわっているのは確かなようである。

## 利用・用途
オーキシンが持つ性質は植物の栽培などで有利に働くため、植物ホルモンの中でも使用されることが多い。上の「生理作用」の項に挙げた性質は、ほとんどがそのまま農業や園芸などに応用できる。このとき、インドール酢酸のような天然オーキシンを抽出して用いるのは手間がかかるため、実際はナフタレン酢酸ナトリウム、α-ナフチルアセトアミドなどの合成オーキシンを用いることが多い。
植物の組織培養において、サイトカイニンと共にカルスの形成・分化に用いられる。しかし、この仕組みについては、オーキシンがどのように働くかわかっていない（サイトカイニンについてはある程度わかってきている）。

人工的に合成された、2,4-Dや2,4,5-Tは除草剤として使われていた。双子葉植物とイネ科植物では、双子葉植物の方が低濃度の2,4-Dで生長が阻害される。その結果、植物の異常成長を引き起こし、枯死に至らしめる。これを利用し、水田では双子葉植物の雑草を除く除草剤として利用されている。2,4,5-Tはベトナム戦争の折には枯葉剤として使われた。
また、菌類の中には植物に寄生してオーキシンを生産することにより、異常な成長を引き起こすもの（天狗巣病など）がある。

## 生合成
植物のインドール-3-酢酸は主にトリプトファンからインドール-3-ピルビン酸を経由して２段階でつくられることがシロイヌナズナで示されている。また、シロイヌナズナではインドール-3-アセトアルドキシムからも少しインドール-3-酢酸が合成されている。このほか、植物ではインドール-3-アセトアミドやトリプタミンなどを経由してインドール-3-酢酸が合成されている可能性もあるが、これらの生合成中間体を含む経路についてはまだよくわかっていない。
トリプトファンを経由しないでインドール-3-酢酸をつくる経路も植物で提唱されているが、これを否定する研究報告もあり、その存在については今後さらに検証が必要である。

## 受容体
インドール-3-酢酸の受容体は、ユビキチンタンパク質リガーゼ SCF複合体のサブユニットであるF-boxタンパク質TIR1 (transport inhibitor response 1) である。オーキシンがTIR1に結合すると、TIR1は転写抑制タンパク質（転写因子）Aux/IAAと結合する。その結果、Aux/IAAがユビキチン化・分解され、オーキシン応答遺伝子の転写が促進される。